# Eugenio Brunetta d'Usseaux
El conde Eugenio Brunetta d'Usseaux (14 de diciembre de 1857 - 8 de enero de 1919) fue un noble y un dirigente deportivo italiano.
Nació en Vercelli y fue educado en Turín. A sí mismo un remero y jinete activo, estaba muy interesado en los deportes, y una reunión con el Barón Pierre de Coubertin le interesaba el restablecimiento de los Juegos Olímpicos. En 1897, Brunetta d'Usseaux se convirtió en miembro del Comité Olímpico Internacional, que permaneció hasta su muerte.
Él tuvo éxito en traer los Juegos Olímpicos de 1908 a Roma, pero Italia tuvo que renunciar, debido a problemas financieros y organizativos. Los Juegos de 1908 se celebró en Londres en su lugar. Ese mismo año, Brunetta d'Usseaux fue nombrado Secretario de la COI. En esta posición, trató de conseguir los deportes de invierno en el programa olímpico, y sugirió a disponer de una partición de deportes de invierno semana adjunta a la Juegos Olímpicos de 1912 en Estocolmo. Esta fue rechazada por los organizadores de Suecia, pero Brunetta d'Usseaux conseguido una semana de deportes de invierno prevista para 1916. Debido a la Primera Guerra Mundial, los Juegos Olímpicos nunca se organizaron. El conde murió en circunstancias poco claras, en Francia en 1919, y no viviría para ver los primeros Juegos Olímpicos de Invierno en 1924.
- Datos: Q2264958